# Lago Waikareiti
Lago Waikareiti é um lago localizado no Parque Nacional Te Urewera, na ilha Norte da Nova Zelândia. Uma série de trilhas para caminhadas são encontradas dentro da bacia do lago e há várias ilhotas no mesmo. Podem ser vistas na área do lago uma grande variedade de aves.